# Mary Beth Edelson
Mary Beth Edelson (* 6. Februar 1933 in East Chicago; † 20. April 2021 in Ocean Grove) war eine amerikanische Künstlerin, die besonders für ihre Installationen, Performances und Fotografien bekannt war. Sie stand als Pionierin 20 Jahre an der Spitze der feministischen Kunstbewegung und setzte sich dafür ein, dass mehr Werke von Künstlerinnen in den Museen ausgestellt werden. Mary Beth Edelson gilt als Gründerin sowohl der 1976 gestarteten feministischen Gruppe „Heresies Collective“ als auch des in den 1980er Jahren gegründeten Kunstkollektivs „Guerilla Girls“, das für seine Anzeigen bekannt war, die die Diskriminierung von Frauen in der Kunst zeigten und in Museen Performances mit Gorillamasken aufführten.

## Leben
Mary Beth wurde als Tochter von Mary Lou Johnson, die in der lokalen Initiative „Essen auf Rädern“ aktiv war, und dem Arzt Albert Melvin geboren. Bereits im Alter von acht Jahren zeigte sie Interesse an Kunst. Noch während ihrer Schulzeit belegte sie 1945 Samstagskurse am Art Institute of Chicago und ging 1951, nachdem sie kurzzeitig einer zeitgenössischen Tanzgruppe beigetreten war, an die DePauw University in Greencastle (Indiana), um Kunst zu studieren. Nach einem Bachelor im Jahre 1955 setzte sie ihr Studium 1958 an der New York University fort, schloss ihre Ausbildung 1959 mit einem Master ab und unterrichtete danach für kurze Zeit am Montclair State College in New Jersey. Mary Beth Edelson wurde in der Bürgerrechtsbewegung sowie in der Frauenbewegung aktiv. Am 5. Juni 1959 heiratete sie den Rechtsanwalt Jerome M. Strauss in New York. Aus Enttäuschung über die mangelnden beruflichen Weiterentwicklungsmöglichkeiten von Frauen in Montclair zog das Paar nach Indianapolis, wo die Künstlerin die Talbot Street Art Gallery eröffnete und Präsidentin der „1444 Gallery“ wurde.
Die erste Ehe der Künstlerin endete 1964 erbittert, als ihr Ex-Mann das Sorgerecht für die 1962 geborene gemeinsame Tochter Lynn erhielt. 1964 kam ihr Sohn David zur Welt. Im Jahre 1965 heiratete sie Alfred H. Edelson, den Leiter Schreibwarenfirma Rytex Co. und Nominierungskandidat für die Demokraten im Kongress der Vereinigten Staaten. Neben dem 1966 geborenen gemeinsamen Sohn Nicholas zog das Paar auch den verwaisten Sohn von Alfred Edelsons Bruder Jerry groß. In den 60er-Jahren malte Mary Beth Edelson vorwiegend von Matisse beeinflusste häusliche Szenen mit Müttern und Kindern sowie Blumenmotive. Schockiert über das sexistische Verhalten, das ihr unter Gleichaltrigen begegnete, hielt sie 1968 ihre erste feministische Rede im Herron Art Museum.
Mary Beth Edelson gründete eine lokale Kunstvereinigung, die „Professional Artists“ in Indiana. Im Jahre 1969 zog das Paar nach Washington, D.C., wo sie an der University of Washington einen Lehrstuhl erhielt und ihre Werke regelmäßig in der Henri Gallery ausstellte.
1972 organisierte Mary Beth Edelson die erste nationale „Conference for Women in the Visual Arts“ in der Corcoran Gallery of Art, welche als ein Meilenstein feministischer Kunst galt. Die Künstlerin ließ sich zwischen 1972 und 1975 auf schamanistische Praktiken und spirituelle Rituale ein. Dabei bezog sie Bilder von Göttinnen bei der Bearbeitung ihrer Schwarz-Weiß Fotografien ein, die ihre Performance-Kunst häufig begleitete. Diese Rituale können in drei Kategorien unterteilt werden: 1. Private Performances, die sie alleine an verlassenen Orten durchführte und mit einer durch einen Timer gesteuerte Kamera aufzeichnete, 2. Rituale mit Freunden und Familie, die nicht aufgezeichnet wurden und 3. öffentliche Rituale, die sowohl ausgewählte Teilnehmer einschlossen als auch ein Publikum, das den Kunstakt bezeugen konnte und manchmal auch aufgezeichnet wurden.
1973 organisierte Edelson ein siebenwöchiges Seminar über Feminismus für das Smithsonian American Art Museum in Washington. 1975 zog Mary Beth Edelson, inzwischen wieder geschieden, mit ihrem neuen Partner, dem Künstler Robert Stackhouse, nach New York, trat der A.I.R. Gallery in der Wooster Street, der ersten feministischen Kunstgalerie in den USA bei und bezog ein Atelier, das einen Block von dieser entfernt lag. Sie blieb Mitglied bis 1985. Edelson war zudem Gründerin der „Heresies Magazine Collective“ (1976 bis 1989). 1991 war sie bei der Gestaltung der Women's Action Coalition (WAC) aktiv. 1996 engagierte sich Mary Beth Edelson in einer Gruppe zum Thema Title IX, die sich für die gleichberechtigte Teilhabe von Frauen in Museen einsetze.

## Werke
2018 archivierte das „Feminist Institute“ Edelsons Atelier in SoHo mit über 25.000 Fotografien, Protestplakaten, Wandcollagen, Korrespondenz, Kunstwerken und anderen Ephemera digital.
Die Fotos, die Mary Beth Edelson für verschiedene Projekte verwendete, waren in ihrer persönlichen Sammlung von Bildern verfügbar, die sie von feministischen Veranstaltungen und Künstlerinnen gemacht hatte, die in der feministischen Kunst aktiv waren. Ihr umfangreiches Archiv an Fotografien, die im Laufe der Jahre entstanden sind, wird als die vielleicht umfangreichste und beste visuelle Dokumentation der feministischen Kunstbewegung der 1970er Jahre gesehen, die es gibt. Viele dieser Fotografien wurden für verschiedene Forschungsprojekte und Veröffentlichungen von Historikern verwendet, die die zuvor unsichtbaren Fotografien freilegten und sie gleichzeitig für eine Vielzahl von Medien adaptierten. Zusätzlich zu den zahlreichen Fotos, die Edelson im Laufe ihrer jahrzehntelangen Teilnahme an feministischen Veranstaltungen gemacht hatte, sammelte sie auch Flugblätter, Broschüren und andere Dokumentationen. Die Fales Library and Special Collections der New York University bewahren diese Dokumente und Edelsons Archive für zukünftige Forschungen auf.
- 1971–1973: Woman Rising: Earth, Fotografien („Rituelle Performance“)[1][23][A 1]
- 1972: Some Living American Women Artists/Last Supper, Poster, Museum of Modern Art, New York[1][2][25][26][27][A 2]
- 1972–2011: Selected Wall Collage, Wandinstallation aus 146 Collagen, Tate Gallery[28][29][A 3]
- 1972–2014: Six Story Gathering Boxes, Performance[1][30][31][32][33][A 4]
- 1973: Woman Rising: Patriarchal Piss[34][A 5]
- 1973: Hounds of Hell, David Lewis Gallery, New York[35]
- 1973: O’Kevelson, Cameo[24][36][A 6]
- 1970er Jahre: Alice Neel, Cameo[24]
- 1974–1975: Goddess Tribe, Installation aus lebensgroßen bemalten Ausschnitten aus Sperrholz[37]
- 1975: Moon Mout, Fotografie[24][A 7]
- 1975: Woman Rising Higher Spirit, Porzellanmarker auf Silbergelatinedruck[1]
- 1975–1977: Bride of the fire, Smithsonian American Art Museum, Washington[12]
- 1976: Bringing Home the Evolution, Museum of Modern Art, New York[38]
- 1976: Death of Patriarch/A.I.R. Anatomy Lesson, Museum of Modern Art, New York[27][39][A 8]
- 1976: Death of Patriarchy/Heresies, Museum of Modern Art, New York[40]
- 1976: Happy Birthday America, Museum of Modern Art, New York[41]
- 1977: Grapceva Cave Series: Memorial Pilgrimage/See for Yourself[42]
- 1977: Light Feet, Fotoserie[24][A 9]
- 1977: Your 5.000 Years Are Up!, Installation[37]
- 1978: Cliff Hanger, Fotografien[24][A 10]
- 1978: Rising Firebird Energy, Fotografien[43]
- 1978: The Sacred Manic Goddess Makes Tracks, Fotografien[43]
- 1978–1984: Thunder Perfect Trickster, Performance und Kunstbuch[37]
- 1979: Come Dressed as Your Favorite Artists, Performance[24][43][A 11]
- 1980: Shaking the Grass, Fotografien[43]
- 1980: Shaking the Grass, Walker Art Center, Minneapolis[44]
- 1980: Seven Cycles: Public Rituals, Walker Art Center, Minneapolis[44]
- 1985: Backlash, performative fotografische Arbeit aus Port Clyde[45]
- 1985: Double Voiced[24][A 12]
- 1985: Shape Shifters, Großes Wandgemälde in Washington[45]
- 1987: Healing Ritual for Carolee Schneemann, Performance[43][A 13]
- 1988: Dear Correspondent, Großes Wandgemälde in Saskatchewan[45]
- 1992: Staged Exit, performative fotografische Arbeit aus High Falls, NY[45]
- 1992: Springing Traps: Diversity Replacing Duality, performative fotografische Arbeit von der Widow Jane Cave in Rosendale, NY[45]
- 1993: Sincerely Yours (Peggy Cummins)[24][A 14]
- 1993: The Last Temptation of Lorena Bobbitt[1][7][A 15]
- 1994: Combat Zone: HQ Against Domestic Violence, Times Square, New York[7][A 16]
- 1994: Kali Bobbit, Skulptur[1][46][A 17]
- 1995: Bullet Proof Apron[36]
- 1997: Marilyn Monroe Never Got to be: Two Things at Once[1][47][A 18]
- 1997: Right in the Kisser[1][A 19]
- 1997–1998: Already Marked, Installation mit einem Bild von Gloria Geraham aus dem Film Heißes Eisen[45]
- Undatiert: Ritual

## Ausstellungen
- 1963: Park Avenue Galleries, Indianapolis[48][49]
- 1973: 22 Others, Henri Art Gallery, Washington und Corcoran Gallery of Art, Washington[20][50]
- 1974: Contemporary Reflections 1973-74, The Aldrich Contemporary Art Museum[51]
- 1975: Giving Myself A Five Year Retrospective, A.I.R Gallery, New York[1][52]
- 1977: Proposals for: MEMORIALS TO THE 9,000,000 WOMEN BURNED AS WITCHES IN THE CHRISTIAN ERA", A.I.R. Gallery, New York[53]
- 1983: Art Couples II: Mary Beth Edelson and Robert Stackhouse. Installation Photographs, Museum of Modern Art, New York[54]
- 2001: Story Gathering Boxes, The Trout Gallery, Carlisle[36]
- 2006: Mary Beth Edelson: A Well Lived Life, Malmö Konstmuseum, Malmö[45]
- 2007: WACK! Art and the Feminist Revolution, Museum of Contemporary Art, Los Angeles[1]
- 2010: Making Eye Contact, Performance auf dem Campus der Southern Illinois University Carbondale[55][56][57][58][A 20]
- 2011: Mary Beth Edelson: Burn in Hell, Einzelausstellung mit Collagen, Balice Hertling, Paris und David Lewis Gallery, New York[7][59]
- 2014–2015: Mary Beth Edelson: Six Story Gathering Boxes (1972-2014), The Aldrich Contemporary Art Museum[30][60]
- 2015: Greater New York, MoMA PS1[45]
- 2015: Feministische Avantgarde der 1970er Jahre – Werke aus der Sammlung Verbund, Wien, Hamburger Kunsthalle[61]
- 2015–2016: Greater New York, Museum of Modern Art, New York[62]
- 2017: Mary Beth Edelson: The Devil Giving Birth to the Patriarchy, Davis Lewis Gallery, New York[35]
- 2017: Greater Woman. Feministische Avantgarde der 1970er-Jahre. Werke aus der Sammlung Verbund, Museum Moderner Kunst Stiftung Ludwig Wien, Wien[63]
- 2017–2018: Feministische Avantgarde der 1970er-Jahre, Zentrum für Kunst und Medien, Karlsruhe[64]
- 2018: Waking the Witch, Oriel Davies Gallery, Wales[1]
- 2018: Retrospektive mit 140 Collagen, Übermalungen, Drucken, Fotografien und Postern aus fünf Jahrzehnten, Kunsthalle Münster[65]
- 2018–2019: Feminist Avant-garde / Art of the 1970s / SAMMLUNG VERBUND Collection, Vienna, Dům umění, Brünn[66]
- 2019: Mary Beth Edelson: Shape Shifter, David Lewis Gallery[67]
- 2019–2020: Animalesque, Bildmuseet Umeå, Universität Umeå und Gateshead[68]
- 2021–2022: Female Sensibility – Feministische Avantgarde aus der Sammlung Verbund, Lentos Kunstmuseum Linz, Linz[69]

## Publikationen
- Mary Beth Edelson: To dance: Paintings and drawings by Mary Beth Edelson with performance in mind. P. King Contemporary Art, Indianapolis 1984, ISBN 0-9604650-1-4.
- Mary Beth Edelson: Shape Shifter, Seven Mediums. New York 1990, ISBN 0-9604650-3-0.

## Rezeption
Nathalie Ernoult beschrieb Edelsons Kunst folgendermaßen:

“In search of the lost histories of women, her photography draws on a diverse iconography spanning from Celtic myths to European Art History, Hollywood films, shamanic rituals, and religious spirituality.”

Die Kunsthistorikerin Lucy Lippard schrieb über Mary Beth Edelson:

“Like the great goddess to whom she has dedicated her art, she has (at least) two aspects – political rage and life-giving affirmation.”